# (38440) 1999 SA5
1999 SA5 (asteroide 38440) é um asteroide da cintura principal. Possui uma excentricidade de 0.17751020 e uma inclinação de 3.86414º.
Este asteroide foi descoberto no dia 29 de setembro de 1999 por LINEAR em Socorro.